# 대전광역시청 소관 공직유관단체 목록
대전광역시청 소관 공직유관단체 목록은 대전광역시청의 공직유관단체에 대해 기술한다.

## 목록

### 체육회
- 대전광역시체육회
- 대전광역시장애인체육회

### 공사·출자기업
- 대전관광공사
- 대전교통공사
- 대전도시공사

### 재단법인
- 대전테크노파크
- 한국효문화진흥원
- 대전신용보증재단
- 대전고암미술문화재단
- 대전경제통상진흥원
- 대전문화재단
- 대전정보문화산업진흥원
- 대전세종연구원
- 대전복지재단
- 대전평생교육진흥원
- 대전디자인진흥원
- 대전과학산업진흥원

### 시설관리공단
- 대전광역시시설관리공단